# Feldkirchen (huyện)
Bezirk Feldkirchen là một huyện của bang
Carinthia ở Áo.

## Các đô thị
Các thị xã (Städte) bằng chữ đậm; Các khu ngoại vi, làng và các đơn vị khác của một đô thị được hiển thị bằngchữ nhỏ.
- Albeck (2)
  - Albeck Obere Schattseite, Albeck Untere Schattseite, Benesirnitz, Egarn, Frankenberg, Grillenberg, Hochrindl, Hochrindl-Alpl, Hochrindl-Kegel, Hochrindl-Tatermann, Hofern, Holzern, Kalsberg, Kogl, Kruckenalm, Lamm, Leßnitz, Neualbeck, Oberdörfl, Obereggen, Seebachern, Sirnitz, Sirnitz-Schattseite, Sirnitz-Sonnseite, Sirnitz-Winkl, Spitzwiesen, St. Ruprecht, Stron, Unterdörfl, Untereggen, Weitental,Wippa
- Feldkirchen in Kärnten (1)
- Glanegg (3)
  - Bach, Besendorf, Deblach, Flatschach, Friedlach, Glanegg, Glantscha, Gösselsberg, Gramilach, Grintschach, Haidach, Kadöll, Krobathen, Kulm, Maria Feicht, Maria Feicht-Gegend, Mauer, Mautbrücken, Meschkowitz, Metschach, Paindorf, Rottendorf, Schwambach, St. Gandolf, St. Leonhard, Tauchendorf, Unterglanegg
- Gnesau (4)
  - Bergl, Eben, Gnesau, Görzberg, Görzwinkl, Gurk, Haidenbach, Maitratten, Mitteregg, Sonnleiten, Weißenbach, Zedlitzdorf
- Himmelberg (5)
  - Außerteuchen, Dragelsberg, Draschen, Eden, Flatschach, Fresen, Glanz, Grilzberg, Grilzgraben, Grintschach, Himmelberg, Hochegg, Kaidern, Klatzenberg, Kösting, Kraß, Lassen, Linz, Manessen, Oberboden, Pichlern, Pojedl, Sallach, Saurachberg, Schleichenfeld, Schwaig, Sonnleiten, Spitzenbichl, Tiebel, Tiffnerwinkl, Tobitsch, Tschriet, Werschling, Winklern, Wöllach, Zedlitzberg
- Ossiach (6)
  - Alt-Ossiach, Ossiach, Ostriach, Rappitsch, Tauern, Untertauern
- Reichenau (7)
  - Ebene Reichenau, Falkertsee, Falkertsee, Hinterkoflach, Lassen, Lorenzenberg, Mitterdorf, Patergassen, Plaß, Rottenstein, Saureggen, Schuß, Seebach, St. Lorenzen, St. Margarethen, Turracherhöhe, Vorderkoflach, Vorwald, Waidach, Wiederschwing, Wiedweg, Winkl
- Sankt Urban (8)
  - Agsdorf, Agsdorf-Gegend, Bach, Bach-St. Urban, Eggen, Gall, Gasmai, Göschl, Gößeberg, Grai, Hafenberg, Kleingradenegg, Lawesen, Oberdorf, Reggen, Retschitz, Retschitz-Simonhöhe, Rittolach, Rogg, St. Paul, St. Urban, Stattenberg, Trenk, Tumpf, Zirkitz, Zwattendorf
- Steindorf am Ossiacher See (9)
  - Apetig, Bichl, Bodensdorf, Burg, Burgrad, Golk, Langacker, Nadling, Ossiachberg, Ossiachberg, Pfaffendorf, Regin, Sonnberg, St. Urban, Steindorf am Ossiacher See, Stiegl, Stiegl, Tiffen, Tratten, Tscherneitsch, Tschöran, Unterberg, Winkl Ossiachberg
- Steuerberg (10)
  - Dölnitz, Eden, Edern, Edling, Felfern, Fuchsgruben, Glabegg, Goggau, Graben, Hart, Hinterwachsenberg, Jeinitz, Kerschdorf, Köttern, Kraßnitz, Niederwinklern, Pölling, Prapra, Regenfeld, Rennweg, Rotapfel, Sallas, Sassl, Severgraben, St. Martin, Steuerberg, Thörl, Unterhof, Wabl, Wachsenberg, Wiggis

| edit | Các thành phố và huyện (Bezirke) của Kärnten | Flag of Austria |
| \| \| Klagenfurt am Wörthersee \\| Villach Feldkirchen \\| Hermagor \\| Klagenfurt-Land \\| Spittal an der Drau \\| St. Veit an der Glan \\| Villach-Land \\| Völkermarkt \\| Wolfsberg \| | |                 |
| Carinthia map | Klagenfurt am Wörthersee \| Villach Feldkirchen \| Hermagor \| Klagenfurt-Land \| Spittal an der Drau \| St. Veit an der Glan \| Villach-Land \| Völkermarkt \| Wolfsberg |                 |